# Marita Payne
Marita Arthur Payne-Wiggins, kanadska atletinja, * 7. oktober 1960, Barbados.
Nastopila je na olimpijskih igrah v letih 1984 in 1988, leta 1984 je osvojila srebrni medalji v štafetah 4×100 m in 4×400 m ter četrto mesto v teku na 400 m. Na panameriških igrah je osvojila dve srebrni in bronasto medaljo v štafeti 4x400 m, na igrah Skupnosti narodov pa zlato medaljo v štafeti 4x400 m in srebrno v štafeti 4x100 m.